# Соснова (село)
Сосно́ва (укр. Соснова) — село, входит в Бориспольский Киевской области Украины.
Население 648 человек на 2022 год. Почтовый индекс — 08423. Телефонный код — 4567. Занимает площадь 4,81 км².

## Местный совет
08423, Київська обл., Бориспільський р-н, с. Соснова